# Chòi mòi Trung Bộ
Chòi mòi Trung Bộ (danh pháp: Antidesma annamense) là một loài thực vật có hoa trong họ Diệp hạ châu. Loài này được Gagnep. mô tả khoa học đầu tiên năm 1923.